# Nombre 187
El nombre 187 (CLXXXVII) és el nombre natural que segueix el nombre 186 i precedeix el nombre 188. La seva representació binària és 10111011, la representació octal 273 i l'hexadecimal BB. La seva factorització en nombres primers és 11×17; altres factoritzacions són 1×187 = 11×17.
Es pot representar com la suma de tres nombres primers consecutius: 59 + 61 + 67 = 187; és un nombre 2-gairebé primer: 11 × 17 = 187.